# Palutrus
A Palutrus a csontos halak (Osteichthyes) főosztályának a sugarasúszójú halak (Actinopterygii) osztályába, ezen belül a sügéralakúak (Perciformes) rendjébe, a gébfélék (Gobiidae) családjába és a Gobiinae alcsaládjába tartozó nem.

## Rendszerezés
A nembe az alábbi 4 faj tartozik:
- Palutrus meteori (Klausewitz & Zander, 1967)
- Palutrus pruinosa (Jordan & Seale, 1906)
- Palutrus reticularis Smith, 1959 - típusfaj
- Palutrus scapulopunctatus (de Beaufort, 1912)